# Atlas V
Atlas V je dvoustupňová nosná raketa původně vyvinutá společností Lockheed-Martin, dnes je vyráběna společným podnikem společností Lockheed a Boeing: United Launch Alliance (ULA). První stupeň se nazývá CCB (Common Core Booster) a spaluje RP-1 (petrolej) a kapalný kyslík, o jeho pohon se stará jeden motor ruské konstrukce RD-180. Druhý stupeň je Centaur V1 s motory RL-10A-4-2 na kapalný vodík a kyslík. Pomocné rakety byly vyvinuty společností Aerojet výhradně pro Atlas V a nazývají se jednoduše Atlas V SRB (Atlas V Solid Rocket Booster). První start se konal v srpnu 2002 a od té doby startovala více než padesátkrát s téměř 100% úspěšností (pouze jednou selhal horní stupeň a náklad nebyl dopraven na požadovanou dráhu). Je to nejrychlejší raketa co kdy byla postavena – v kombinaci s motorem na tuhá paliva Star 48, použitým jako 3. stupeň, udělil Atlas V sondě New Horizons při opuštění planety Země rekordní rychlost 58 350 km/h.
20. prosince 2019 odstartoval Atlas V z rampy SLC-40 floridského kosmodromu CCAFS, na špici rakety však nebyl aerodynamický kryt, ale kosmická loď Starliner, letící na testovací nepilotovanou misi (Boeing Orbital Flight Test).
V roce 2014 v souvislosti s ruskou anexí Krymu začala ULA z bezpečnostních důvodů hledat náhradu pro motor prvního stupně rakety, rozhodla se proto investovat do vývoje motoru BE-4 společnosti Blue Origin.
 
V roce 2021 přestala ULA nabízet starty raket Atlas V.

V roce 2022, v rámci sankcí uvalených na Rusko v souvislosti s ruskou invazí na Ukrajinu, byly dodávky z Ruska ukončeny. Od 30. července 2024 zbývá pouze 15 startů

## Historie

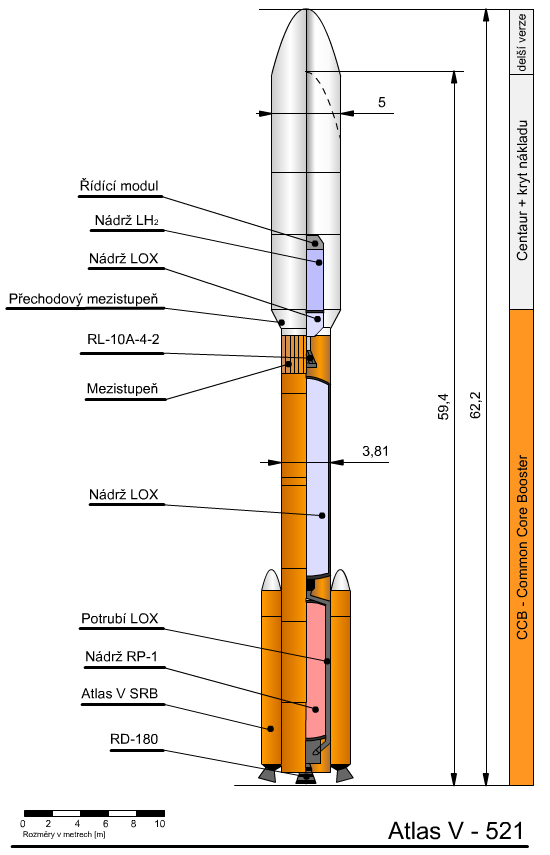
Schema Atlasu V – 521

Atlas V je nejmladším členem rodiny raket Atlas, většina pohonných a naváděcích systémů je shodná se staršími verzemi nebo jsou jejich přímými následovníky. Nejvýraznější změnou oproti starším verzím je přepracovaný první stupeň, který využívá konstrukci ze slitin hliníku, podobně jako ET (externí nádrž) raketoplánu Space Shuttle a použití nových motorů ruské konstrukce RD-180, které jsou pokračovateli motorů NK-33. Ruské motory RD-180 byly použity poprvé na raketě Atlas IIIA v roce 2000. Motory RD-180 využívají uzavřený cyklus a jsou dvoukomorové (mají dvě spalovací komory a dvě trysky), jejich počátky spočívají v ruském měsíčním programu a neúspěšné raketě N1. Tehdejší neúspěch byl zčásti způsoben právě koncepcí motorů NK-33 s uzavřeným cyklem, tehdejší úroveň metalurgie se nedokázala vyrovnat s extrémními podmínkami, při nichž pracuje turbína pohánějící turbočerpadla. Problém byl vyřešen a z toho vzešel motor RD-170 používaný na raketách Zenit-1, RD-180 je předělaná verze pro potřeby Atlasu V.
Druhý stupeň Centaur V1 je pokračovatelem v 50 let staré vývojové řadě raketových stupňů Centaur, první start se konal již v roce 1958. K pohonu je využíván osvědčený motor Pratt&Whitney RL-10A-4-2 na kapalný kyslík a vodík. Jako jeho předchůdci, obsahuje navigační systém společný pro první i druhý stupeň.

## Popis

### První stupeň
Nazývá se Atlas CCB – Common Core Booster, jedná se o podobnou konstrukci jako první stupeň rakety Delta IV. Pohon zajišťuje jeden dvoukomorový motor RD-180 ruské konstrukce. Palivo je RP-1 a kapalný kyslík. Na rozdíl od Delty IV, neobsahuje první stupeň samostatný naváděcí systém a je tak řízen společnou avionikou umístěnou v druhém stupni. Nádrž pro RP-1 je umístěna vespod a nádrž na kapalný kyslík je nad ní, nádrže jsou vyráběny pomocí technologie isogrid. Hmotnost prázdného CCB je 22 461 kg, při plných nádržích hmotnost dosahuje až 307 tun, včetně systému pro zavěšení pomocných raket (272 kg) a přechodového mezistupně pro Centaur (1297 kg). Průměr CCB je 3,81 metru a výška 32,46 metru. Samotný CCB s motorem RD-180 dodává tah 4,152 MN a palivo vydrží při běžném plném tahu 253 sekund.

### Druhý stupeň

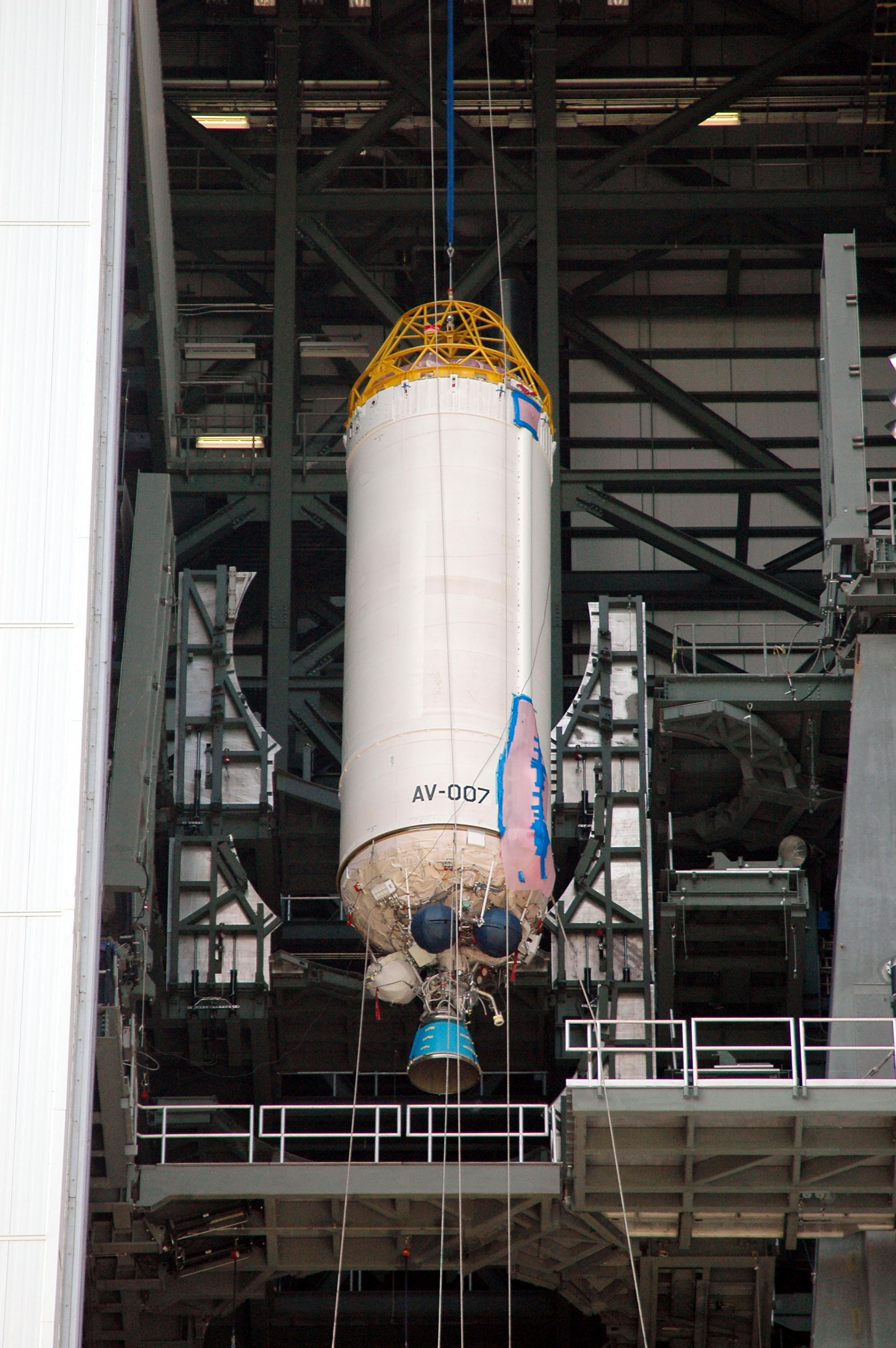
Jednomotorový stupeň Centaur V1

Různé verze stupně Centaur jsou používány již 50 let a za tu dobu prošly mnoha změnami. Základní koncept se však nezměnil. Pohání jej motor RL-10A-4-2, jako palivo mu slouží kapalný kyslík a vodík. Používá se ve dvou verzích Centaur V1 a V2, ta druhá má dva motory. Délka stupně je 12,68 metru a průměr 3,05 metru. Celková hmotnost stupně je 22 825 kg (V1) resp. 23 050 kg (V2). Tah verze V1 je 99,2 kN, verze V2 má tah dvojnásobný. Specifický impuls je u obou verzí shodný, 451 sekund. Druhý stupeň obsahuje společný naváděcí systém pro oba stupně a je umístěn ve speciálním boxu, v přední části. Aerodynamický kryt nákladu je vyroben z kompozitních materiálů a má dvě základní verze podle průměrů – 4 a 5,4 metru.

### Pomocné rakety
Atlas V SRB, někdy uváděno Aerojet SRB byly vyvinuty společností Aerojet výhradně pro Atlas V. Jedná se o motory na tuhé pohonné látky a jejich konstrukce je podobná jako u motorů GEM, které používají rakety Delta. Používají se v počtu 0 až 5.
Varianta Atlas V Heavy využívá shodné koncepce jako Delta IV Heavy a jako pomocné motory používá dva CCB (první stupeň) připojené k centrálnímu stupni, tato konfigurace ještě nebyla nikdy použita (březen 2015).

## Varianty a značení

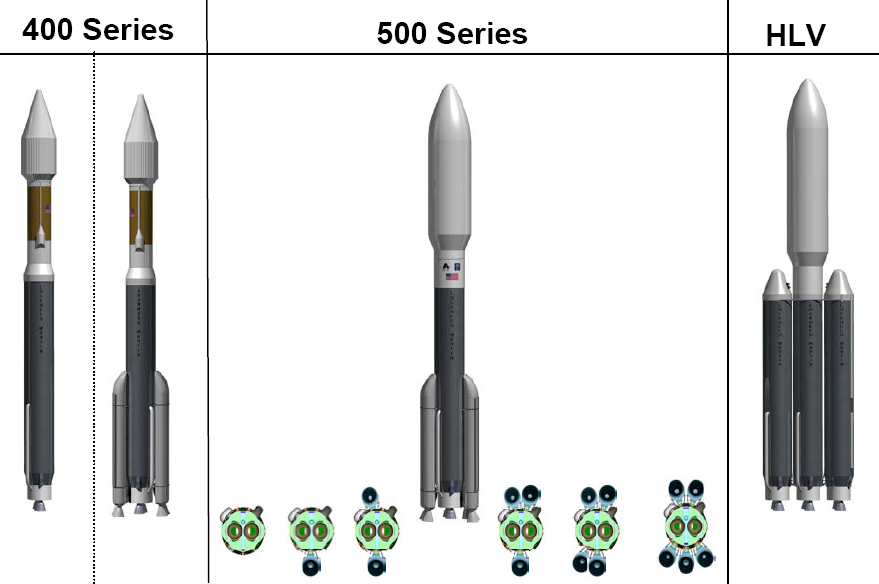
Přehled verzí a rozmístění SRB

Varianty raket Atlas V se značí trojmístným číslem. První číslice značí typ aerodynamického krytu nákladu, 4 pro čtyřmetrovou verzi a 5 pro pětimetrovou. Druhé číslo je počet pomocných raket, varianta heavy je značena H a poslední číslo značí počet motorů druhého stupně.
| Varianta | Průměr nákladního prostoru [m] | Počet pomocných raket | Typ druhého stupně | Náklad na nízkou orbitu [kg] | Náklad na geostacionární orbitu ([kg] | Počet startů k 18. 8. 2016 |
| -------- | ------------------------------ | --------------------- | ------------------ | ---------------------------- | ------------------------------------- | -------------------------- |
| 401      | 4                              | -                     | Centaur V1         | 9 797                        | 4 951                                 | 33                         |
| 402      | 4                              | -                     | Centaur V2         | 12 500                       | -                                     | 0                          |
| 411      | 4                              | 1                     | Centaur V1         | 12 150                       | 5 950                                 | 3                          |
| 421      | 4                              | 2                     | Centaur V1         | 14 097                       | 6 890                                 | 6                          |
| 431      | 4                              | 3                     | Centaur V1         | 15 780                       | 7 700                                 | 2                          |
| 501      | 5,4                            | 0                     | Centaur V1         | 8 123                        | 3 775                                 | 6                          |
| 502      | 5,4                            | 0                     | Centaur V2         | 10 300                       | -                                     | 0                          |
| 511      | 5,4                            | 1                     | Centaur V1         | 10 986                       | 5 250                                 | 0                          |
| 512      | 5,4                            | 1                     | Centaur V2         | 12 050                       | -                                     | 0                          |
| 521      | 5,4                            | 2                     | Centaur V1         | 13 490                       | 6 475                                 | 2                          |
| 522      | 5,4                            | 2                     | Centaur V2         | 13 950                       | -                                     | 0                          |
| 531      | 5,4                            | 3                     | Centaur V1         | 15 575                       | 7 475                                 | 3                          |
| 532      | 5,4                            | 2                     | Centaur V2         | 17 250                       | -                                     | 0                          |
| 541      | 5,4                            | 4                     | Centaur V1         | 17 443                       | 8 290                                 | 3                          |
| 542      | 5,4                            | 4                     | Centaur V2         | -                            | -                                     | 0                          |
| 551      | 5,4                            | 5                     | Centaur V1         | 18 814                       | 8 900                                 | 7                          |
| 552      | 5,4                            | 5                     | Centaur V2         | 20 520                       | -                                     | 0                          |
| 5H1      | 5,4                            | 2 CCB                 | Centaur V1         | -                            | 13 605                                | 0                          |
| 5H2      | 5,4                            | 2 CCB                 | Centaur V2         | 29 400                       | -                                     | 0                          |

Vývoj zrušen